# Tennant Peak
Der Tennant Peak ist ein 419 m hoher Berg in der antarktischen Ross Dependency. Auf der Edward-VII-Halbinsel ragt er 1,5 km südlich des Gould Peak in der südlichen Gruppe der Rockefeller Mountains auf.
Entdeckt wurde er am 27. Januar 1929 während eines Überfluges bei der ersten Antarktisexpedition (1928–1930) des US-amerikanischen Polarforschers Richard Evelyn Byrd. Dieser benannte ihn nach George W. Tennant (1882–1953), dem Koch bei dieser Forschungsreise.